# 秦望山 (绍兴市)
29°52′56″N 120°34′57″E / 29.8821848554469°N 120.58241742211943°E
秦望山，又名刻石山，海拔543.6米，在中国浙江省绍兴市柯桥区境内，北麓有越城区秦望村，南接诸暨市界，为会稽山山脉中秦望、法华、兰诸、香炉、云门、委宛等众山的最高峰。秦望山得名与秦始皇东巡望海于此的传说，李斯曾作《會稽刻石》于此，故而又名刻石山。旧志对此山记载存在冲突，按《會稽記》“東有秦望山”，而据《水經漸江水注》“在州城正南”。浙江省正计划在此地建立秦望山森林公园。

## 延伸阅读
[在维基数据编辑]
 《欽定古今圖書集成·方輿彙編·山川典·秦望山部》，出自陈梦雷《古今圖書集成》